# Karl Eggers (SA-Mitglied)
Karl August Wilhelm Eggers (* 6. August 1883 in Hannover; † 22. März 1958 in München) war ein deutscher Parteifunktionär (NSDAP) und SA-Führer.

## Leben

### Frühes Leben
Eggers war der Sohn des Heinrich Ernst Wilhelm Eggers und seiner Ehefrau Maria „Marie“ Magdalene Ernestine Eggers, geborene Piel. Nach dem Schulbesuch erlernte er den Beruf eines Buchhalters. Von 1901 bis 1905 gehörte er dem 20. Infanterieregiment in Lindau an. Aus seiner Ehe mit Anna Reichinger (* 21. Mai 1884 in Wiesenfelden) ging eine Tochter, Marie Eggers (* 13. April 1909 in München) hervor.
Von 1914 bis 1918 nahm Eggers mit den Reservejäger-Regimenten 15 und 17 am Ersten Weltkrieg teil. Im Krieg wurde er als Zugführer eingesetzt und bis zum Vizefeldwebel befördert. Außerdem wurde er mit dem Eisernen Kreuz beider Klassen und dem Luitpoldorden ausgezeichnet.

### Karriere in der NSDAP
1919 beteiligte Eggers sich an der Zerschlagung der Münchner Räterepublik. Anschließend gehörte er dem Münchner Wehrregiment an. Im März 1921 trat er erstmals in die NSDAP (Mitgliedsnummer 3.958) ein. Zur selben Zeit wurde er eines der ersten Mitglieder der Sturmabteilung (SA), der Parteiarmee der NSDAP: Am 3. August 1921 wurde er Zugführer der 4. SA-Hundertschaft, die im Herbst 1922 als 6. Kompanie in das SA-Regiment München eingegliedert wurde. Der 6. Kompanie fungierte Eggers als Zug- und stellvertretender Kompanieführer zugeteilt. 1922 begleitete Eggers Hitler zum Coburger Treffen.
Als stellvertretender Kommandant der 6. Kompanie des Münchener SA-Regiments nahm Eggers am 8. und 9. November 1923 in führender Funktion am Hitler-Putsch in München teil. Beim Marsch auf die Feldherrnhalle am Mittag des 9. Novembers marschierte Eggers Kompanie an der Spitze des Putschistenzuges. Nach dem Scheitern des Unternehmens wurde er festgenommen und bis März 1924 in Neudeck bei München in Haft gehalten. Zu seinen Mithäftlingen dort gehörten unter anderem Dietrich Eckart, Wilhelm Frick, Hermann Kriebel, Max Amann und Ernst Pöhner. Eine Anklage gegen Eggers wegen Hochverrats und Totschlags – ihm wurde vorgeworfen, für die Schüsse der Putschisten auf die Landespolizei verantwortlich zu sein – scheiterte aus Mangel an Beweisen, so dass er im Frühjahr 1924 wieder auf freien Fuß kam. In der Folgezeit gehörte er einer Auffangorganisation für die verbotene NSDAP an.
Nach der Neugründung der NSDAP im Frühjahr 1925 trat ihr Eggers sogleich zum 24. März 1925 bei (Mitgliedsnummer 27). Als Parteifunktionär übernahm Eggers Aufgaben als Sektionsführer in München, wo er die NSDAP-Ortsgruppe „Innere Stadt“ führte, der unter anderem Hitler und Wilhelm Frick angehörten. Später rechnete Eggers es sich unter anderem als Verdienst an, als Ortsgruppenleiter Frick formal in die Partei aufgenommen zu haben. Eggers Korruption als Parteifunktionär führte in den späteren 1920er Jahren zu zahlreichen Skandalen, die von der NS-feindlichen Presse breit dargestellt wurden. 
In der neugegründeten SA machte Eggers eine kontinuierliche Karriere: Nach der Zugehörigkeit zu verschiedenen SA-Formationen wurde er 1941 in die Oberste SA-Führung (OSAF) aufgenommen und bis zum Standartenführer befördert.
Im Dezember 1928 erhielt Eggers eine Anstellung als Verwaltungsbeamter beim Arbeitsamt München. Dort gründet er im Februar 1932 eine nationalsozialistische Betriebszelle. Nach 1933 wurde Eggers auf Anordnung Hitler verbeamtet (Verwaltungsamtmann) und bis zum Oberinspekteur und Abteilungsleiter befördert.

## Beförderungen
- 1. Oktober 1931: SA-Truppführer
- 1. August 1932: SA-Sturmführer
- 9. November 1934: SA-Sturmbannführer
- 1941: Obersturmbannführer (1943 nachträglich mit Wirkung zum)
- 20. April 1943: SA-Standartenführer